# Niemieckie fortyfikacje na wyspie Guernsey
Niemieckie fortyfikacje na wyspie Guernsey – zbiór umocnień obronnych zbudowanych przez Niemców podczas II wojny światowej na terenie wyspy Guernsey, jednej z Wysp Normandzkich.

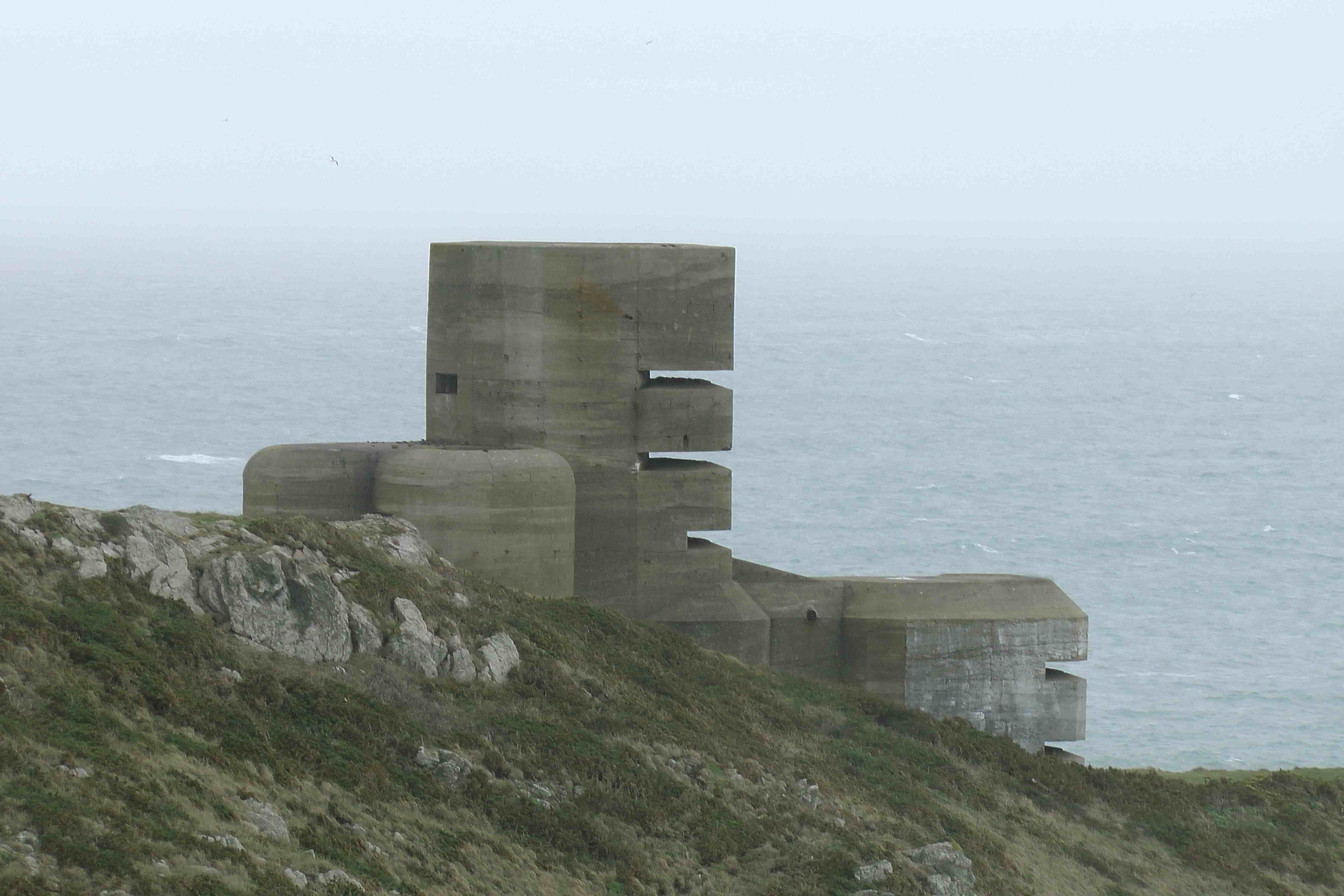
Punkt obserwacyjny, Marine Peilstand 4 (2015)

## Historia
Po zajęciu Wysp Normandzkich przez Wehrmacht 30 czerwca 1940 roku, Niemcy dokonali oceny istniejących tam umocnień aby określić, czy będą one przydatne. Stwierdzono, że fortyfikacje na wyspach są przestarzałe i niewystarczające do prowadzenia nowoczesnej wojny.
Ponieważ Niemcy planowali inwazję na Wielką Brytanię jesienią 1940 roku, uznano, że wydatki na fortyfikacje wysp będą stratą. Pierwotnie Niemcy zakładali budowę tylko konstrukcji polowych. W 1941 roku szanse podboju Wielkiej Brytanii zmniejszyły się, a prawdopodobieństwo wojny na wschodzie wzrosło. Luftwaffe i Kriegsmarine odgrywały ważną rolę w ochronie wysp przed aliantami, natomiast siły lądowe skupiły swój główny wysiłek na budowie umocnień lądowych, służących do odparcia ewentualnego desantu morskiego.
Wynikające z tego prace budowlane na Wyspach Normandzkich były rozległe; wymagały tysięcy pracowników oraz dużych dostaw surowców. Wyspa Guernsey otrzymała największe działa artyleryjskie na Wyspach Normandzkich oraz ok. 12 000 żołnierzy.
W czerwcu 1941 roku Adolf Hitler nakazał wzmocnienie sił na wyspach. Organizacja Todt miała przystąpić do budowy 200-250 punktów oporu na każdej z większych wysp.

## Konstrukcja

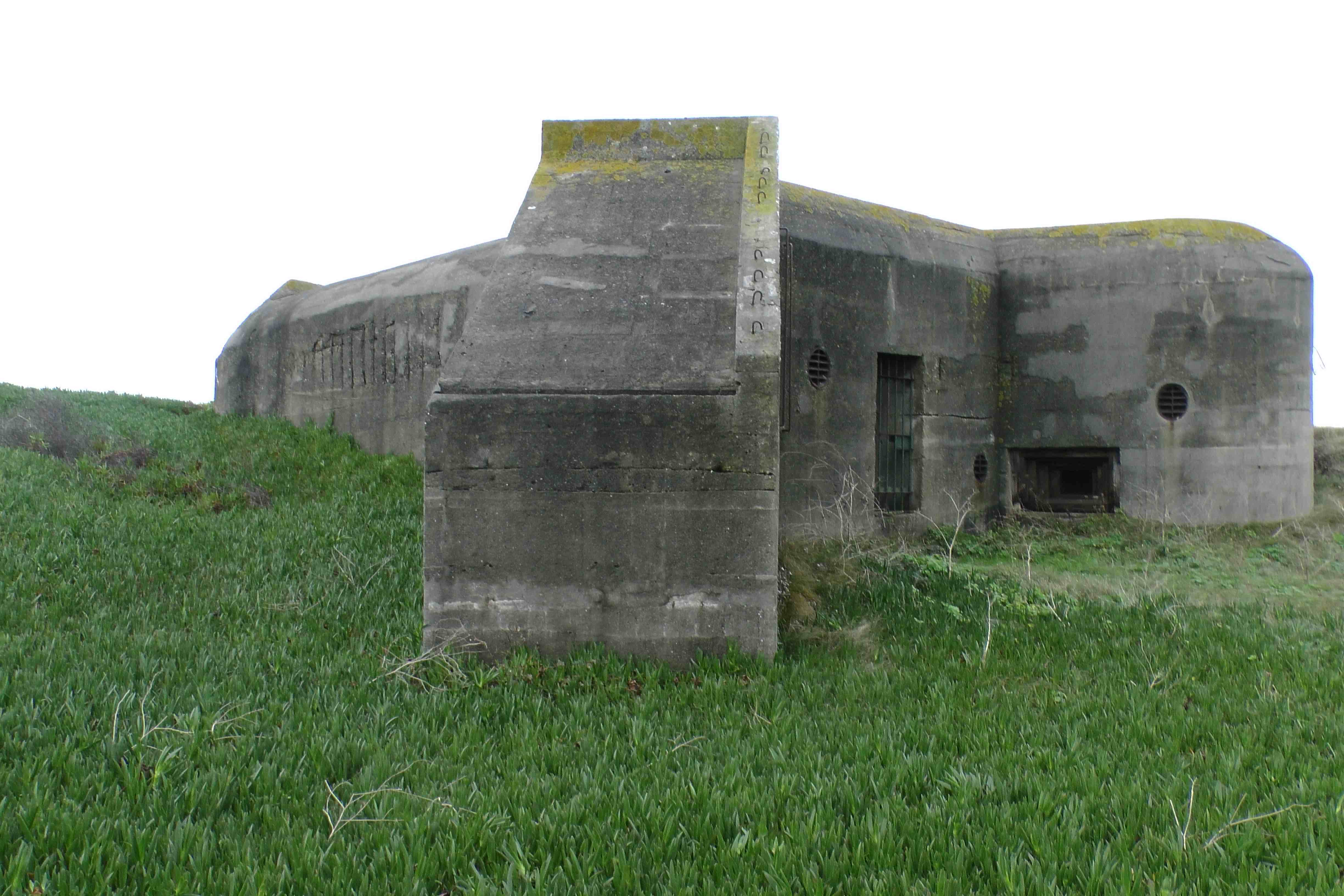
Bunkier Widerstandsnest Grüne Düne

System budowy standardowych bunkrów (Regelbau) wykorzystywał plany dla każdego z ponad 600 zatwierdzonych typów bunkrów, z których każdy miał określone przeznaczenie. Projekty były unowocześniane na podstawie badań nad zdobycznymi umocnieniami wroga. Istniało ponad 200 standaryzowanych części pancerza. Dla pomieszczeń przyjęto standardową wysokość równą 210 cm. Dla każdego obszaru na wyspach przeprowadzano badania i ustalano priorytety budowy.
Fortyfikacje dzieliły się na trzy kategorie:
- Feldmässige Anlage (Konstrukcje polowe) – drewno i ziemia z betonowym sufitem o grubości 40 cm, jeśli dostępny był cement[4].
- Verstärkt feldmässig „Vf” (Wzmocnione konstrukcje polowe) – z sufitem zbrojonym betonem o grubości do 1 m[6][7].
- Ständige Anlage „St” (Konstrukcje stałe) – gdzie minimalna grubość sufitu i ścian wynosiła 2 m.

Plan został sfinalizowany i przedstawiony Hitlerowi. Decyzją Führera było zapewnienie stałej fortyfikacji wysp, aby stworzyć niezdobytą twierdzę, która miała zostać ukończona w ciągu 14 miesięcy. W celu koordynacji parac nad projektem powstał Festungspionierkommandeur XIV.

## Fortyfikacje
Od października 1941 roku, a zwłaszcza przez cały rok 1942, prace budowlane postępowały szybko.
Korzystając ze standaryzowanych planów Regelbau, każde miejsce było zazwyczaj przygotowywane przez robotników ręcznie, czasami z użyciem materiałów wybuchowych. Metalowe pręty wzmacniające były łączone drutem, a drewniane deskowanie było instalowane. Konieczne było ciągłe wylewanie betonu, aby uniknąć łączeń, które osłabiłyby konstrukcję. Otwory w ścianach na przewody wentylacyjne i kable, drzwi i drogi ucieczki były wykonywane przed wylewaniem betonu. Używano wsporników do podtrzymywania stropów o grubości 2–3,5 metra.
Każde miejsce miało obronę i udogodnienia dostosowane do swojego położenia, natomiast grubość ścian i stropów była standardowa. Gdzieniegdzie plany modyfikowano, aby dostosować się do lokalnego terenu. Wyposażenie takie jak systemy oczyszczania powietrza, prysznice, drzwi odporne na gaz, telefony, peryskopy i okablowanie było standaryzowane.

### Pozycje artylerii
Bateria Mirus była największą baterią artyleryjską na Wyspach Normandzkich. Zastosowano w niej cztery działa z rosyjskiego pancernika z 1917 roku, zdobytego w Norwegii, opierające się na platformach wyprodukowanych przez Friedrich Krupp A.G. Te działa kalibru 30,5 cm miały potencjalny zasięg 51 kilometrów z lekkimi pociskami o masie 250 kg lub 31 kilometrów z cięższymi pociskami przeciwpancernymi o masie 405 kg. 

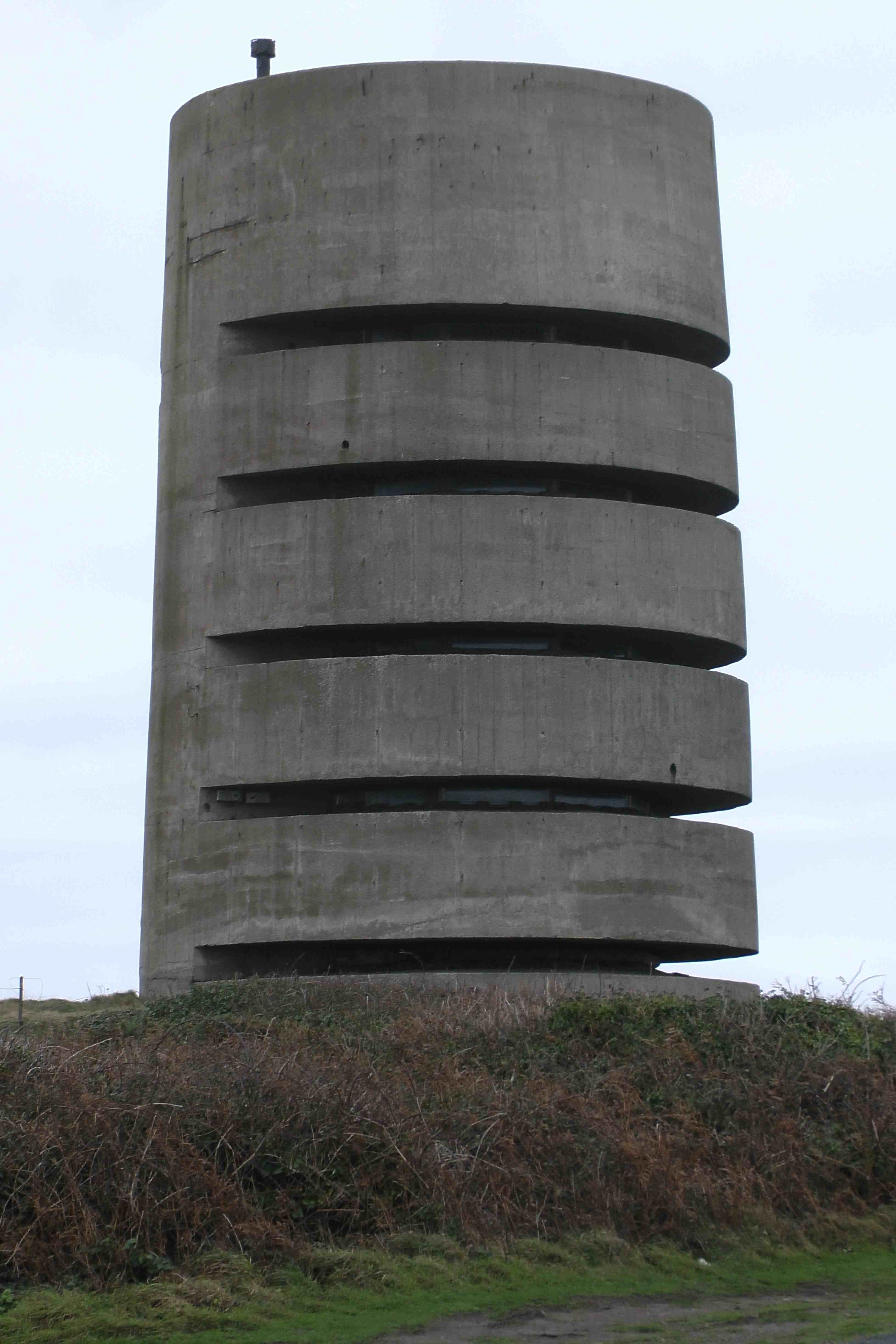
MP 3 Pleinmont

Inne dziesięć nadbrzeżnych baterii artyleryjskich, w tym 1 x 15 cm SK C/28 i 1 x francuskie 22 cm K532(f) w Jerbourg Point, obsługiwane przez jednostki marynarki, oraz 3 x 21 cm Mörser 18 i 3 x francuskie 22 cm K532(f), zaprojektowano głównie do strzelania do celów nawodnych. Umieszczono je w otwartych betonowych dołach, aby mogły obracać się o 360 stopni. Wybudowano bunkry na magazyny amunicji oraz schrony mieszkalne. Bateria Dollmann w Pleinmont jest dostępna dla zwiedzających; posiada jedno z czterech stanowisk dział 22 cm oraz odrestaurowane okopy. Znajdują się tam również schrony mieszkalne i dwa bunkry amunicyjne, wszystkie połączone głębokimi, betonowymi rowami. Główne fortyfikacje uzupełniają bunkier dowodzenia i obserwacji. Działa miały zasięg 23 kilometrów. Bateria była chroniona przez zasieki z drutu kolczastego, stanowiska 2 cm Flak, reflektor o średnicy 150 cm, pola minowe, działo przeciwpancerne Pak40 oraz radar Freya.
Zadaniem artylerii był ostrzał plaż i terenów w głębi lądu. 319. Dywizja Piechoty została wzmocniona. Na Guernsey znajdowało się pięć baterii, każda z czterema czeskimi działami kal. 10 cm o zasięgu 9,6 kilometra. Dwie z baterii znajdowały się w kazamatach, a trzy były wzmocnione pozycjami polowymi z ziemi i drewna.

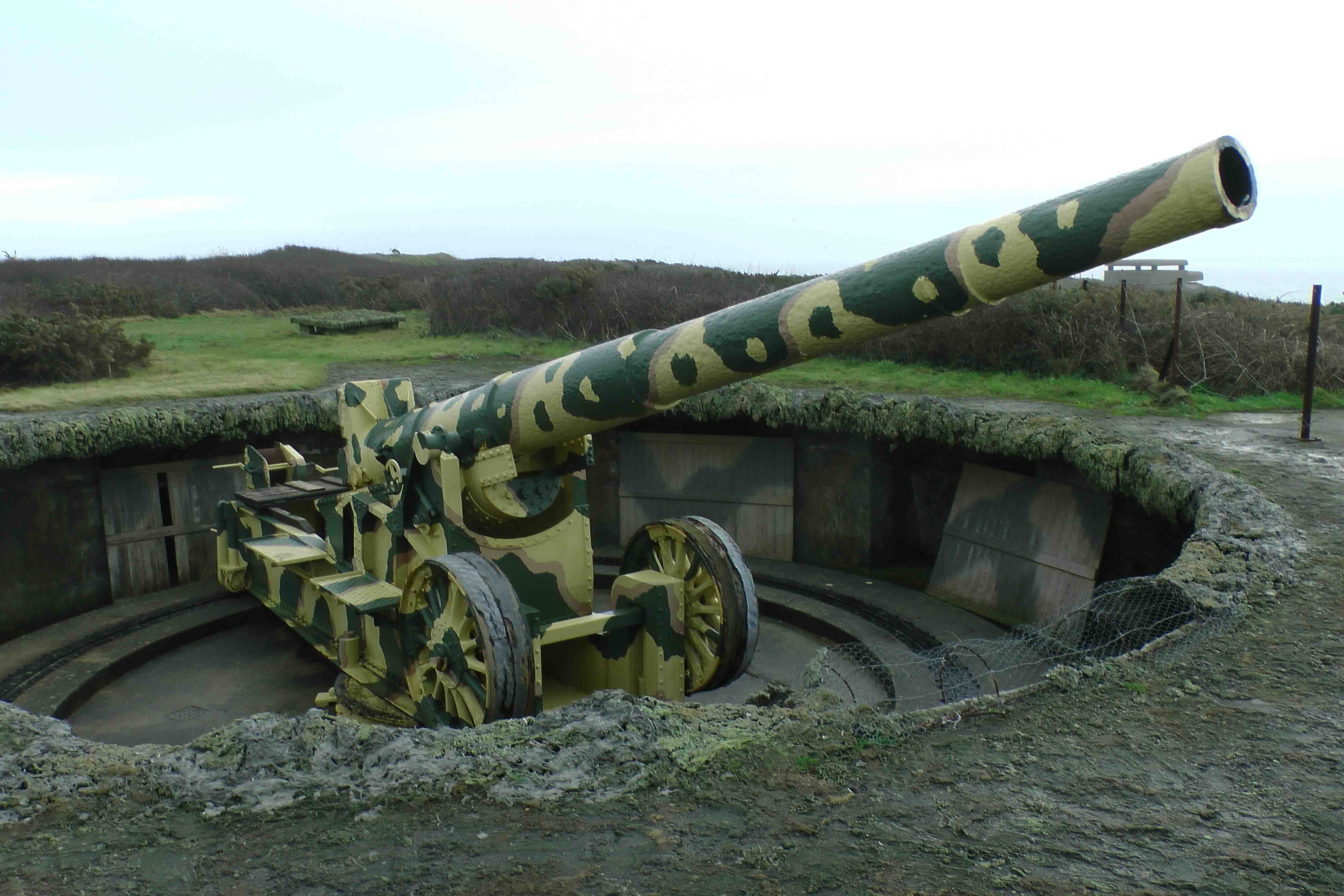
Działo 22cm K532(f), Bateria Dollman

Na wysokich punktach zbudowano sześć wież obserwacyjnych Marinepeilstände (MP). Są one najbardziej charakterystycznym elementem niemieckich fortyfikacji na Guernsey. Każda wieża obserwacyjna była wyposażona w sprzęt do pomiaru odległości. Wieża obserwacyjna MP 3 w Pleinmont, która liczyła 5 poziomów obserwacyjnych oraz posiadała jednostkę radarową na dachu, jest obecnie muzeum otwartym dla turystów.

### Obrona przeciwlotnicza
Główną obronę przeciwlotniczą na Wyspach Normandzkich stanowiły działa przeciwlotnicze kal. 8,8 cm Flak 36, obsługiwane w większości przez żołnierzy Luftwaffe. Działa te, o donośności do 7500 m, rozmieszczone były w sześciu bateriach na wyspie i wspomagowane za pomocą sprzętu radiolokacyjnego, wspierane przez reflektory o średnicy 150 cm. Dwanaście baterii składało się z pozycji o standardzie twierdzy, a pozostałe cztery umiejscowione były w stanowiskach polowych. Pod każdym stanowiskiem działa znajdowały się pomieszczenia załogi i magazyn amunicji. Bateria posiadała również własne stanowisko radaru Würzburg Dora i bunkier dowodzenia.

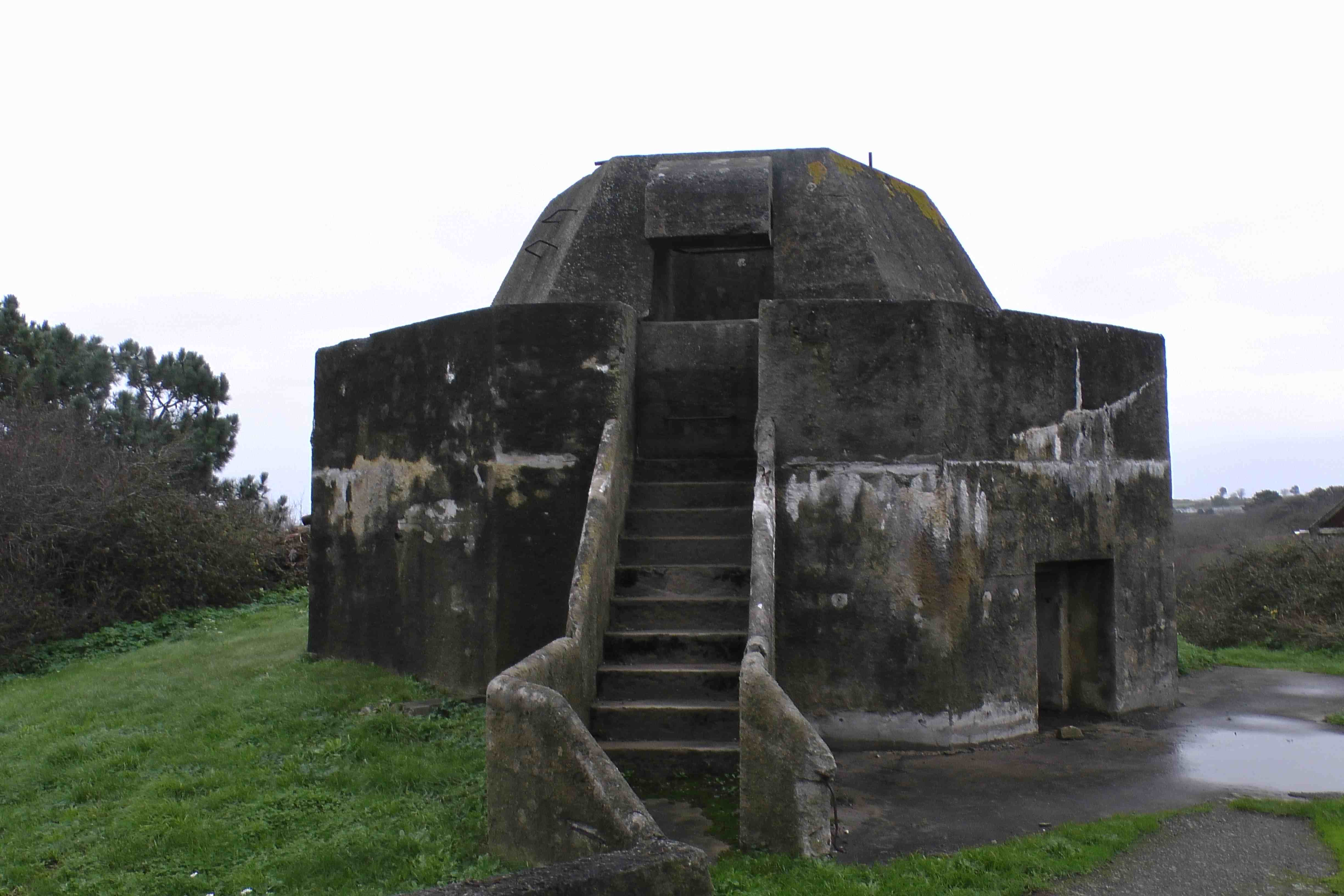
Zachowana oryginalna pozycja działka przeciwlotniczego 2 cm FlaK 38

Wsparcie średniego zasięgu (3000–5000 m) zapewniały działa przeciwlotnicze kal. 3,7 cm i 5 cm. Działa kal. 2 cm zapewniały ochronę obiektów, a część z nich umieszczona była w betonowych stanowiskach (zasięg 2000 m). Łącznie na wyspie znajdowało się około 175 dział przeciwlotniczych, a także karabiny maszynowe zamontowane na podstawach przeciwlotniczych.

### Obrona plaż i przylądków
Dwadzieścia jeden z kazamat wbudowanych w wybrzeże zostało zaprojektowanych dla francuskich dział 10,5 cm K 331(f). Dodatkowe 13 zostało umieszczonych na otwartych polach. Kazamatę znajdującą się na przylądku Hommet z działem kal. 10,5 cm odrestaurowano i udostępniono dla zwiedzjących. 

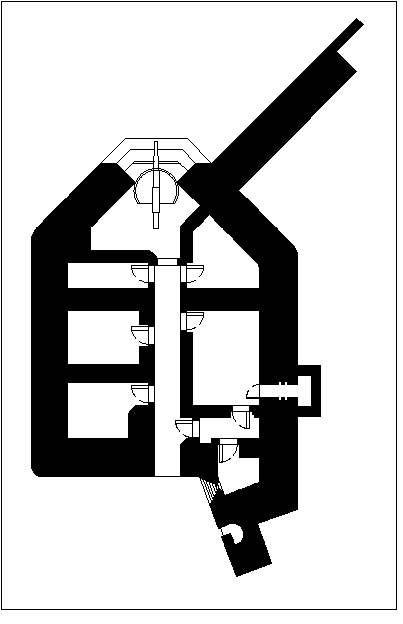
Kazamata 10.5 cm typu „Jäger”

Szesnaście kazamat dział przeciwpancernych, które wyposażono w czeskie działa 4.7 cm PaK z karabinem maszynowym w kazamacie. Siedemnaście dodatkowych 4,7 cm Pak 36(t) zostało umieszczonych na pozycjach polowych.
Reflektory oświetlające morze o średnicy 60 cm zwykle były umieszczane w niewielkich betonowych schronach.
Budowano mury przeciwczołgowe na linii najwyższego poziomu wody. Większość zatoki L’Ancresse chroniona jest murem.

### Obiekty specjalistyczne
Na Guernsey zbudowano liczne bunkry do komunikacji radiowej typów V142, M172 i V192. Jeden z bunkrów typu V142 przekształcono w muzeum.
Zbudowano również bunkry telefoniczne (Netzknotenpunkt), aby chronić podatne na ataki z powietrza centrale telefoniczne. Cztery z nich znajdują się na Guernsey. W Bouet zbudowano elektrownię. Bunkry służące jako kwatera główna zostały wybudowane w La Corbinerie. Załoga wyspy wykorzystywała dwa bunkry kwatermistrzowskie: 583 Pułk Piechoty przy Rue du Candie w St Andrews oraz 584 Pułk Piechoty w Beau Sejour.
Urządzenia radarowe Würzburg, priorytetowe cele dla aliantów, były zamaskowane. Mniejszy radar Freya był mniej widoczny. Załogi radarów znajdowały się w bunkrach.

## Użycie bojowe
Dowódcą niemieckiego garnizonu został generał Rudolf Graf von Schmettow, siostrzeniec Gerda von Rundstedta. 

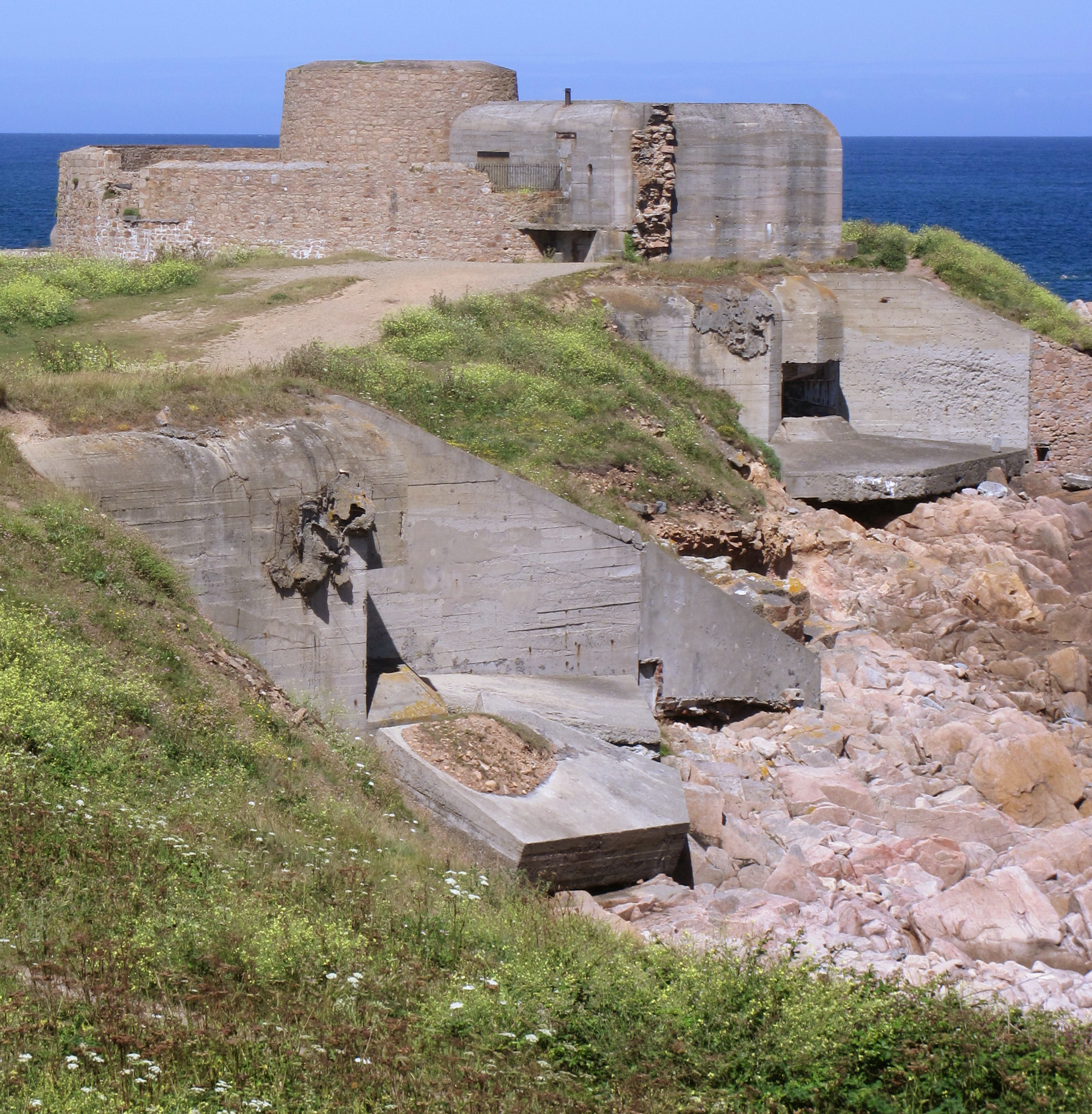
Stützpunkt Rotenstein, Fort Hommet

Za najmocniej chroniony i ufortyfikowany punkt uznano Alderney, co zostało potwierdzone podczas ostrzału punktu przez statek HMS Rodney. Rodney wystrzelił siedemdziesiąt dwa pociski kalibru 16 cali. Spowodowało to uszkodzenie trzech dział w otwartych wykopach i śmierć dwóch ludzi z ich załóg. Niemcy naprawili baterię w ciągu kilku tygodni.
Niemiecki garnizon na Wyspach Normandzkich poddał się bez walki 10 maja 1945 roku.
Wiele niemieckich fortyfikacji znajduje się na terenach prywatnych i jest niedostępnych dla zwiedzających. Tunele są zabezpieczone lub zamknięte, ponieważ są szczególnie niebezpieczne. Odnowione pozycje są dostępne dla turystów, a niektóre z nich zostały wyremontowane i otwarte jako muzea.